# Fernando Omar Zuloaga
Fernando Omar Zuloaga (1951 - ) is een Argentijns bioloog en botanicus. In 1974 behaalde hij zijn BA in botanie aan de Faculteit der Natuurwetenschappen van de Universidad Nacional de La Plata. In 1978 verkreeg hij met zijn scriptie het doctoraat in de Natuurwetenschappen met de richting plantkunde in hetzelfde college. Zijn onderzoek richt zich op de taxonomie van de grassen.
- Bibsys: 90315666
- Bibliothèque nationale de France: cb166021610 (data)
- Author citation (botany): Zuloaga
- CiNii: DA14826246
- International Standard Name Identifier: 0000 0001 1337 3429
- Library of Congress Control Number: n84044164
- Nationale Bibliotheek van Letland: 000045480
- Nederlandse Thesaurus van Auteursnamen: 216862809
- ORCID: 0000-0003-2794-539X
- Réseau des bibliothèques de Suisse occidentale: 02-A004003083
- Système universitaire de documentation: 083815988
- Semantic Scholar: 5873397
- Virtual International Authority File: 165561125
- WorldCat: E39PBJpJhYPMGgdKYxT8b7bGHC